# Cuéllar, Spanien
Cuéllar är en kommunhuvudort i Spanien.   Den ligger i provinsen Provincia de Segovia och regionen Kastilien och Leon, i den centrala delen av landet, 120 km norr om huvudstaden Madrid. Cuéllar ligger 872 meter över havet och antalet invånare är 9 588.
Terrängen runt Cuéllar är platt. Runt Cuéllar är det ganska glesbefolkat, med 25 invånare per kvadratkilometer. Cuéllar är det största samhället i trakten. 